# Kaukázusi borostyán
A kaukázusi borostyán (Hedera colchica) az ernyősvirágzatúak (Apiales) rendjébe, ezen belül a zellerfélék (Apiaceae) családjába tartozó faj.
A növény Közel-Keleten és Közép-Ázsiában őshonos. Örökzöld kúszónövény,  megfelelő felületeken szárszegmensenként megtalálható kapaszkodógyökerei segítségével akár 30 m magasságba is felhatol fákon vagy sziklafalakon, ugyanakkor félárnyékos, párás környezetben kiváló talajtakaró növény is.  Meleg mérsékelt, nedves klímán gyorsabban  és erőteljesebben fejlődik, mint más borostyán fajok. Leggyakoribb kertészeti formája a sárgás-tarka levelű 'Sulphur Heart'.

## Leírás
A  levelek váltakozó állásúak, két megjelenési formájuk van a hajtás és a növény korától függően. A juvenilis levelek a közönséges borostyánhoz hasonlóan enyhén karéjozottak, addig a kifejlett levelek ép szélűek, tenyérnyi nagyságúak. Csak ritkán fejleszt ötujjas leveleket (var. dentata). A fényre jutó és termőre forduló kaukázusi borostyán levelei babérszerűen megvastagodottakká válnak és igen nagy méretűek lehetnek (15–25 cm). A közönséges borostyánnal szemben a juvenilis levelek csak a legfiatalabb hajtásokon jelennek meg, ezért a növény habitusát az ép szélű, nagy levelek határozzák meg.
A virágok rendszerint késő nyáron jelennek meg és a virágzás egész őszön át eltarthat. A virágok nektárban és virágporban gazdagok, ami erősen vonzza a rovarokat. A termések bogyósak és fekete színűek, amit főként egyes madárfajok fogyasztanak, erjesztvén a magokat.

## Ökológiája
Fás szárú, örökzöld kúszónövényként változatos felszíneken képes növekedni. A közönséges borostyánnál azonban igényesebb, több vizet és félárnyékot kíván, teljes napon levelei öntözés nélkül olykor megéghetnek nyári nagy melegek idején. Egyébiránt lassabb növekedésű, mint az alapfaj. A jó vízáteresztő képességgel bíró,  mélyrétegű, enyhén meszes talajokat kedveli. Hosszú életű, tövei akár 400 éven át is élhetnek. Kedveli a csapadékkal bőven ellátott, hegyvidéki (600 méter felett), szubtrópusi klímájú erdőségeket, mint pl. Törökország fekete-tengeri partvidéke, a Kaukázus nyugati területei, Irán és Afganisztán közepes magasságú hegyvidéki területei. A nyugat-kaukázusi elterjedési területén akár 2000 mm-nél is több csapadék hullhat, a keletebbi előfordulási helyein viszont csak 500–600 mm.

## Eredete
A harmadidőszaki, elsősorban a miocén kori örökzöld, babérlombú erdők hírmondója, melyek egykor Európa atlanti partvidékétől Belső-Ázsiáig nyúltak a közepes szélességeket. A közönséges borostyánt a nedvesebb klímán váltja fel, feltehetően eredetileg is az őstípusnak a hegyvidéki köderdőségek klímájához alkalmazkodott faja lehetett. Számos olyan növényfajjal él egy területen (pl. pontuszi tölgy, perzsa varázsfa), melyek őseivel eredetileg is növénytársulást formált a miocén kor során. A kb. 10 millió évvel ezelőtti pannon korú rudabányai flórában jelen volt egy ősi Hedera faj olyan növénynemzetségek társaságában, mint Ginkgo, Zelkova, Diospyros, Myrica, Pterocarya, Palmoxylon etc. A 8 millió éves saint-bauzile-i flórát megőrző diatomitból (Franciaország) már a mai közönséges borostyánhoz hasonló levélmaradványok kerültek elő, így lehetséges, hogy addigra már a kaukázusi borostyán leválása a törzsfajról megtörtént.

## Szaporítása
Magvetéssel vagy a levágott kúszó hajtások dugványozásával történhet. A gyökerezés hosszabb folyamat, mint a közönséges borostyánnál, a kevesebb preformált gyökérkezdemény és a nagy levélfelület miatt árnyékos, párás környezetben, tavasszal vagy kora ősszel érdemes végezni a vegetatív szaporítást. A magok nedves, hasonlóan árnyékos környezetben csíráznak. Tarka kertészeti formái lassabb növekedésűek, de az alapfajnak is szüksége lehet akár 2 évre is a növekedés megindulásához.

## Fordítás
- Ez a szócikk részben vagy egészben  a   Hedera colchica című angol Wikipédia-szócikk ezen változatának fordításán alapul.  Az eredeti cikk szerkesztőit annak laptörténete sorolja fel. Ez a jelzés csupán a megfogalmazás eredetét és a szerzői jogokat jelzi, nem szolgál a cikkben szereplő információk forrásmegjelöléseként.